# Emil Hácha
 Der er for få eller ingen kildehenvisninger i denne artikel, hvilket er et problem. Du kan hjælpe ved at angive troværdige kilder til de påstande, som fremføres i artiklen.

Emil Hácha (født 12. juli 1872 i Trhové Sviny i nærheden af České Budějovice i den sydlige nuværende Tjekkiet, død 26. juni 1945, Praha) var en tjekkoslovakisk jurist og politiker.
Efter Münchenaftalen mellem Adolf Hitler og de franske, britiske og italienske lederne 30. september 1938 valgte daværende præsident Edvard Beneš at gå af på grund af samarbejdet med Tyskland, herefter blev Hácha den 30. november valgt til ny præsident.
Ved et natlig møde med Hitler og Hermann Göring blev Hácha tvunget med trussel om bombning af Praha og invasion af landet. Uden at forhøre sig med det tjekkoslovakiske parlament anerkendte han at Böhmen og Mähren blev indlemmet i Tyskland under betegnelsen Protektoratet Böhmen og Mähren. Hácha blev derefter marionetpræsident i protektoratet. Han forsøgte at samarbejde med den tyske besættelsesmagt for på den måde at gøre besættelsen mere tåleligt.
Ved Prahas befrielse den 13. maj 1945 blev Hácha arresteret. Han havde et meget dårligt helbred, og han blev hurtigt overført til et fængselssygehuset, hvor han døde i slutningen af juni samme år.